# Paulino Callejas
Paulino Callejas (Freirina, 22 de junio de 1879-Hacienda Jotabeche, Copiapó, 6 de octubre de 1963) fue un empresario chileno, pionero de la minería en el norte.
Fundó en 1934, Capote, una minera que llegaría a ser la segunda productora de oro de Chile. Con el correr de los años, la firma Capote Aurífero Freirina se transformaría en El Bronce y esta, en Cerro Dominador.

## Biografía
Desde muy joven se dedicó al trabajo en diferentes faenas mineras del norte de Chile.
El 26 de octubre de 1901, en el mineral de Quebradita, contrae matrimonio con la sanfelipeña Margarita Zamora Díaz, con quien se traslada junto a sus hijos, desde Freirina hasta los cantones salitreros de Taltal y Tocopilla en el norte grande, allí también nacerían alguno de sus diez hijos. Le tocarían años difíciles de duro trabajo, más nunca perdió la conexión con su tierra natal, viajando periódicamente buscando en los cerros vecinos, vetas mineras que pudieran entregarle bienestar a su familia. Pronto llegaría la época del declive de la industria del salitre y, hacia 1931, volverían los Callejas a Freirina.
Con el mismo tesón y esfuerzo don Paulino se dirige a catear el viejo mineral de Capote, la veta de oro que esperaba al afortunado. Súbitamente ésta despierta e inicia una gran época en la minería freirinense. Este mineral inicia la explotación en 1934 y está ubicado a 35 kilómetros al norte de Freirina. Fue adquirido por don Paulino a la familia Oyarzún, por la suma de $160, allí se forjaría una de las fortunas más importantes de Chile.
El mineral de Capote contó con variadas instalaciones para uso de los centenares de familias que vivieron en él, tales como, un policlínico, una escuela primaria, un teatro y canchas de fútbol.
Otras faenas son abiertas por su empresa, también se inicia en la agricultura. En 1941 instala trabajo en El Bronce de Petorca, Farellón Sánchez en Illapel en 1951, El Morado en 1953, Quebradita en 1959, Cerro Blanco y posteriormente Astillas.

## Relato de los diez camiones
Una anécdota que ha aportado en transformar en leyenda la figura de don Paulino fue la ocurrida durante una visita suya efectuada a una empresa de camiones de Santiago. En aquella ocasión se presentó ante el vendedor encargado y le solicitó la venta de diez camiones para el trabajo minero. Seguramente el aspecto descuidado de don Paulino, sumado a que además portaba un saco blanco con un misterioso cargamento, llevó al vendedor a tratarlo con displicencia y a terminar enviándolo a una empresa de camiones cercana.
Al rato, motivado por la curiosidad, el vendedor llamó por teléfono a su colega de la otra empresa para saber cómo le había ido con “el loquito” que le había mandado. Mayúscula fue su sorpresa al enterarse de que el misterioso personaje había adquirido allí los vehículos, al contado y que en el saco blanco portaba el dinero para la compra.